# Campanula scutellata
Campanula scutellata là loài thực vật có hoa trong họ Hoa chuông. Loài này được Griseb. mô tả khoa học đầu tiên năm 1846.